# József Alvinczi Borbereky

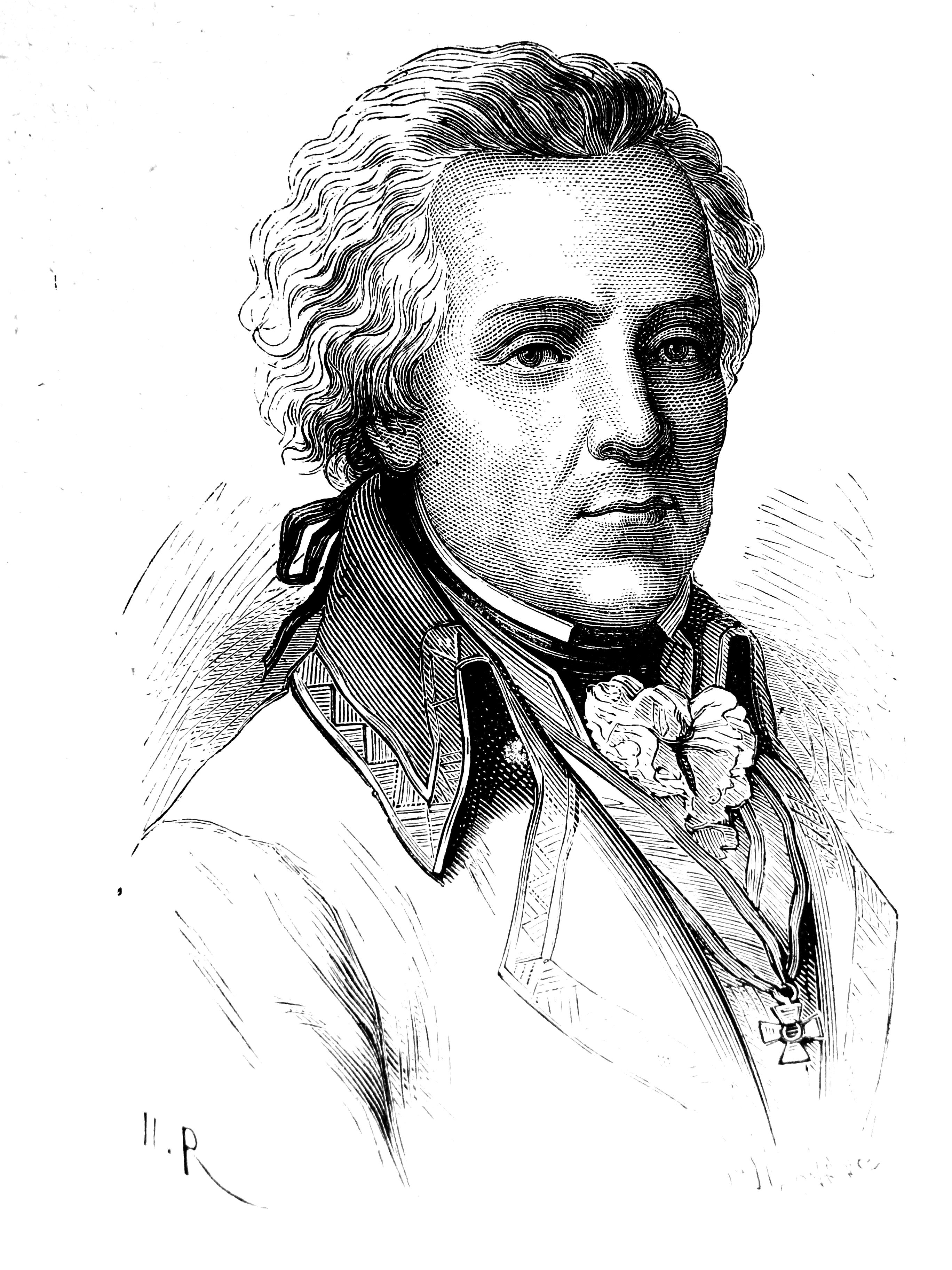
Gravat de Joseph Alvínczy, baró de Barberek

József Alvinczi Borbereky (Castell d'Alvinc, Transsilvània, 1735 - Budapest, Imperi Austrohongarès, 1810) fou baró de Barberek, militar i governant que morí sense deixar successors.
El 1750 entrà a servir en un regiment d'hússars i es distingí durant la Guerra dels Set Anys a Torgau, Schweidnitz i Teplitz, Després d'haver-se signat la pau, contribuí a introduir en l'exèrcit austríac el reglament d'exercicis proposat per Lacy.
En la Guerra de Successió bavaresa feu presoner al príncep de Hessen-Filiptal, en prendre la població de Hebelswert. Sent general de divisió, l'emperador Josep I l'anomenà professor de tàctica del seu nebot, que més tard fou l'emperador Francesc I.
Després de distingir-se en la campanya de Belgrad, i d'ascendir a tinent general, aconseguí el 1790 el comandament de l'exèrcit enviat a Bèlgica per a sufocar la insurrecció que havia esclatat; però una caiguda de cavall li impedí desenvolupar la missió, i fins al moment d'esclatar la guerra amb França (1792) no va poder entrar en campanya. Al front d'una divisió es comportà de forma brillant en les accions de Neerwinden, Châtillon, Landreeg, Charleroi i Fleurus, però fou derrotat a Hondschoote (6 de setembre) de 1793.
Nomenat general d'artilleria el 1794, el 1795 fou destinat a l'exèrcit de l'Alt Rin com a general en cap de les forces situades entre el riu Neckar i Constanza (1796); després passà al Consell Superior de Guerra. Quan la retirada de Beaulieu de la Llombardia, preparà la revolta del Tirol, però en acudir en ajuda de Màntua fou derrotat per Bonaparte a Arcole en la batalla de Rivoli, (14 a 17 de novembre de 1796). Màntua es rendí i el substituí en el comandament l'arxiduc Carles.
Més endavant aconseguí el Govern d'Hongria i l'ascens a feldmariscal.